# 위험한 정사 (드라마)
《위험한 정사》(영어: Fatal Attraction)는 파라마운트+에서 2023년 4월부터 5월까지 방영된 미국의 에로 심리 스릴러 텔레비전 시리즈이다. 에이드리언 라인 감독의 1987년 동명 영화를 원작으로 한다. 2023년 10월 후속 시즌 제작이 취소되었다.

## 출연진
메인
- 조슈아 잭슨 - 대니얼 "댄" 마이클 갤러거 역
- 리지 캐플런 - 앨릭스 포러스트 역
- 어맨다 피트 - 베스 갤러거 역
- 토비 허스 - 마이크 제라드 역
- 브라이언 굿맨 - 아서 톰린슨 역
- 얼리사 지렐스 - 엘런 갤러거 역
- 리노 윌슨 - 얼 부커 형사 역

리커링
- 존 게츠 - 워런 역
- 제시카 하퍼 - 소피 역
- 톡스 올라군도예 - 컨치타 루이스 역
- 완다 데헤수스 - 마첼라 레이바 역
- 데이비드 머녜 - 리처드 맥시 역
- 월터 페레스 - 호헤이 퍼레즈 역
- 데이비드 설리번 - 프랭크 가야도 역
- 이저벨라 브리그스 - 스텔라 역
- 홀리 페인 - 줄리아 톰린슨 역
- 도린 칼더론 - 모린 워커 역

게스트
- 크리스티나 커크 - 앤절라 역
- 디 월리스 - 에마 라우시 역
- 조시 저커먼 - 폴 역
- 게리 퍼레즈 - 롤란도 커브랄 역
- 마이클 캐시디 - 클레이 비숍 역
- 브린 세이어 - 루스 거리언 역
- 아이비 조지 - 앨릭스 아역
- 제시카 반 - 미셸 역